# آندریا هوور
آندریا هوور (انگلیسی: Andrea Hoover؛ زادهٔ ۹ سپتامبر ۱۹۹۲) بازیکن بسکتبال اهل ایالات متحده آمریکا است.